# 1990 WM
1990 WM är en asteroid i huvudbältet som upptäcktes den 20 november 1990 av den australiensiske astronomen Robert H. McNaught vid Siding Spring-observatoriet.
Asteroiden har en diameter på ungefär 11 kilometer och den tillhör asteroidgruppen Eos.